# Perce Blackborow

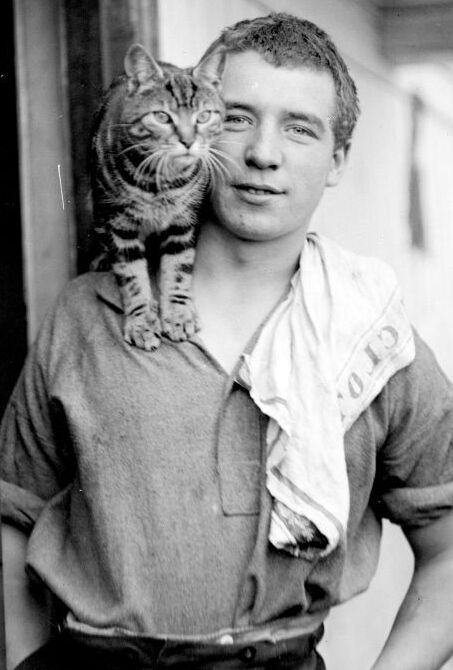
Perce Blackborow con su gata, la señora Chippy

Perce Blackborow (1896, Newport, Monmouthshire – 1949), fue un marino galés, un polizón en la malograda Expedición Imperial Transantártica de Shackleton.

## Marinero naufragado
Blackborow y William Bakewell navegaron en el Golden pate, que naufragó en las costas de Montevideo.

## Polizón en elEndurance
Blackborow y Bakewell viajaron a Buenos Aires en busca de un nuevo empleo. William Bakewell fue aceptado como marinero en el Endurance. Blackborow, sin embargo no fue admitido, su juventud (18 años) e inexperiencia jugaron en su contra. Bakewell y Walter How ayudaron a Blackborow a colarse a bordo y lo escondieron en un casillero. Al tercer día en el mar fue descubierto. 
Sin poder pararse, tuvo que permanecer sentado cuando se encontró con Ernest Shackleton por primera vez.

## La diatriba de Shackleton
Al parecer, en un ataque de ira genuina, Shackleton sometió al polizón a la más terrible diatriba delante e toda la tripulación. Esto tuvo el efecto deseado y las reacciones de los dos cómplices fueron suficientes para desenmascararlos.
Shackleton remató su discurso diciéndole a Blackborow, “¿Sabes que en estas expediciones frecuentemente nos ponemos muy hambrientos, y si hay un polizón disponible, él es el primero en ser comido?” A lo que Blackborow replicó, “ Conseguirían mucha más carne de Usted, señor.” Shackleton ocultó una sonrisa y después de charlar con uno de los miembros de la tripulación dijo "Preséntensenlo al cocinero primero."
Blackborow demostró un buen desempeño en el barco como mayordomo y finalmente fue inscrito en la tripulación.

## Desembarque en isla Elefante
Siguiendo al atrapamiento y la destrucción del Endurance por el hielo, la tripulación se instaló en la isla Elefante. Llegando a la isla, Shackleton pensó en darle a Blackborow, el más joven de la tripulación, el honor de ser el primer ser humano en desembarcar en la isla, olvidando que sus pies estaban congelados. Ayudado a salir de borda, cayó en los bajíos y fue rápidamente llevado a la costa.

## Gangrena
El 14 de abril el grupo de rescate se embarcó en el James Caird rumbo a Georgia del Sur, esperando regresar en semanas. El resto de la tripulación se resignó a esperar. Blackborow contrajo gangrena, fue una gran proeza médica de la que se encargó Macklin.
El 15 de junio, cuando Shackleton y la tripulación del James Caird llevaban un mes de zarpados, Macklin, asistido por McIlroy, efectuó las amputaciones necesarias. Greenstreet describió la operación. “A Blackborow … se le extirparon todos los dedos de su pie izquierdo dejando muñones de ¼ de pulgada … El pobre mendigo se comportó espléndidamente y se fue sin ningún problema … Tiempo de inicio a fin, 55 minutos. Cuando Blackborow volvió en sí estaba alegre como si nada y se puso a bromear directamente.”

## Después delEndurance
Blackborow regresó a vivir a Newport, Gales del Sur, y recibió la Medalla Polar de Bronce por sus servicios en la expedición. 
Falleció en 1949, de bronquitis crónica y problemas al corazón a la edad de 53 años.
Las aventuras antárticas de Blackborow son el tema de un relato de ficción, ‘el Polizón de Shackleton’ de Victoria McKernan (ISBN 0-440-41984-0).